# 扩展图
在组合数学中，扩展图（英語：Expander graph）是一种具有强连通性质的稀疏图，可用边扩展性、顶点扩展性或图谱扩展性三种方式来量化。扩展图的构造问题引导了多个数学分支上的研究，并且在计算复杂性理论、计算机网络设计和编码理论上有诸多应用。

## 定义
对于有限、无向、连通的多重图，扩展性是一种能够衡量其连通强弱的指标。直观而言，扩展性较强意味着图中任何「不太大」的顶点集均有较大的边界，也就是说集合内外的交互很强。
连通图的扩展性有的弱，有的强。例如道路的扩展性很弱，而完全图的扩展性最强。可以看出，稠密图比稀疏图更“容易”具备强扩展性。但人们希望构造一类鱼与熊掌兼得的图：既能保持稀疏性，又具备很强的扩展性。具备这样“矛盾”属性的图就是一张扩展图；矛盾对立越深，扩展图越优良。
用数学语言表达如下：若一张图图有 {\displaystyle n} 个顶点、最大度为 {\displaystyle d}、扩展性为 {\displaystyle h}，那么就称它为{\displaystyle (n,d,h)}-扩展图。{\displaystyle d} 越小（即图越稀疏）且 {\displaystyle h} 越大（即扩展性越强），则扩展图的性质越优异。
作为扩展图定义中的关键参数之一，“扩展性”的精确概念可用不同方式来量化。下文将讨论边扩展性、顶点扩展性和谱扩展性三种量化方式。

### 边扩展性
包含 {\displaystyle n} 个顶点的图 {\displaystyle G=(V,E)} 的边扩展性 {\displaystyle h(G)} 定义为
{\displaystyle h(G)=\min _{0<|S|\leq {\frac {n}{2}}}{\frac {|\partial S|}{|S|}}}
其中 {\displaystyle \partial S:=\{\{u,v\}\in E\mid u\in S,v\in V\setminus S\}} 为子集 {\displaystyle S} 的边界。注意在此定义中，最小值取于所有非空且大小不超过 {\displaystyle n/2} 的顶点集。

### 顶点扩展性
图 {\displaystyle G} 的顶点扩展性 {\displaystyle h_{\text{out}}(G)} 定义为
{\displaystyle h_{\text{out}}(G)=\min _{0<|S|\leq {\frac {n}{2}}}{\frac {|\partial _{\text{out}}(S)|}{|S|}}}
此处 {\displaystyle \partial _{\text{out}}(S):=\{v\not \in S\mid \exists u\in S:\{u,v\}\in E\}} 是集合 {\displaystyle S} 的外边缘。顶点扩展性有一种变体，称作「唯一邻点扩展性」（unique neighbor expansion），在这里 {\displaystyle \partial _{\text{out}}(S):=\{v\not \in S\mid \exists !u\in S:\{u,v\}\in E\}}。

### 谱扩展性
当 {\displaystyle G} 是d-正则图时，可以借助线性代数中的特征值理论来定义扩展性，称作谱扩展性。具体而言，设 {\displaystyle A} 是图 {\displaystyle G} 的邻接矩阵，其中 {\displaystyle A(i,j)} 记录了顶点 {\displaystyle i,j} 之间的边数。因为 {\displaystyle A} 是实对称矩阵，根据谱定理知道它有 {\displaystyle n} 个实特征值 {\displaystyle \lambda _{1}\geq \lambda _{2}\geq \cdots \geq \lambda _{n}}。可以证明它们都落在区间 {\displaystyle [-d,d]}内。
由于 {\displaystyle G} 是正则图，所以 {\displaystyle \mathbb {R} ^{n}} 上的均匀分布 {\displaystyle \mathbf {u} :=(1/n,1/n,\dots ,1/n)} 是矩阵 {\displaystyle A} 的特征向量，对应特征值 {\displaystyle d=\lambda _{1}}，即 {\displaystyle A\mathbf {u} =d\mathbf {u} }。图 {\displaystyle G} 的谱间距（spectral gap）定义为 {\displaystyle d-\lambda _{2}}，它可以用作扩展性的量度。

## 三种扩展性度量之间的关系
上面定义的三种量化方式虽然形式上有差别，但在本质上相互联系。对于d-正则图，我们有
{\displaystyle h_{\text{out}}(G)\leq h(G)\leq d\cdot h_{\text{out}}(G).}
因此，当度是常数时，前两种量化方式并无实质区别。

### Cheeger不等式
对于d-正则图，Dodziuk和Alon、Milman 证明了
{\displaystyle {\tfrac {1}{2}}(d-\lambda _{2})\leq h(G)\leq {\sqrt {2d(d-\lambda _{2})}}}
这一不等式与马尔可夫链的Cheeger不等式有本质联系。

## 注解
1. ↑  Hoory, Linial & Widgerson (2006)
2. ↑  Definition 2.1 in Hoory, Linial & Widgerson (2006)
3. ↑  Bobkov, Houdré & Tetali (2000)
4. ↑  Alon & Capalbo (2002)
5. ↑  cf. Section 2.3 in Hoory, Linial & Wigderson (2006)
6. ↑  Dodziuk 1984.
7. ↑  Alon & Spencer 2011.